# Hockey World League 2012-13 (mannen)
De Hockey World League 2012-13 voor mannen was de eerste editie van de World League en liep van 2012 tot begin 2014 in de aanloop naar het wereldkampioenschap hockey voor mannen 2014 in Den Haag. Via de World League plaatsten zes landen zich voor dat WK. 54 landen deden mee. De finaleronde werd gehouden in het Indiase New Delhi. Nederland won de eerste editie van dit toernooi.
Tegelijkertijd met de World League voor mannen werd ook het vrouwentoernooi georganiseerd.

## Deelnemende landen

### Landen tot en met nummer 16 op de wereldranglijst
De nummers 1 t/m 8 plaatsen zich rechtstreeks voor ronde 3, de nummers 9 t/m 16 plaatsen zich rechtstreeks voor ronde 2. Uitgangspunt was de FIH-wereldranglijst van januari 2012.
1.  Australië

2.  Duitsland

3.  Nederland

4.  Engeland

5.  Spanje

6.  Zuid-Korea

7.  Nieuw-Zeeland

8.  Pakistan
9.  India

10.  Canada

11.  Argentinië

12.  Zuid-Afrika

13.  België

14.  China

15.  Maleisië

16.  Japan

### Landen vanaf nummer 17 op de wereldranglijst
Afrika
 Ghana

 Egypte

 Nigeria

 Zimbabwe

Azië
 Bangladesh

 Hongkong

 Singapore

 Thailand

Noord- en Midden Amerika
 Dominicaanse Republiek

 Guatemala

 Mexico

 Verenigde Staten

Zuid-Amerika
 Barbados

 Chili

 Puerto Rico

 Trinidad en Tobago

 Venezuela
Europa
 Wit-Rusland

 Tsjechië

 Polen

 Oekraïne

 Oostenrijk

 Ierland

 Zweden

 Wales

 Gibraltar

 Italië

 Marokko

 Portugal

 Schotland

Oceanië
 Fiji

 Papoea-Nieuw-Guinea

 Samoa

 Vanuatu

### Ronde 1
| Data                           | Locatie                           | Teams                                       | Ronde 2 quotas | Ronde 2 gekwalificeerd   |
| ------------------------------ | --------------------------------- | ------------------------------------------- | -------------- | ------------------------ |
| 17–19 augustus 2012            | Tsjechië, Praag                   | Wit-Rusland Tsjechië Polen Oekraïne         | 2              | Polen Oekraïne           |
| 31 augustus – 2 september 2012 | Singapore, Singapore              | Bangladesh Hongkong Singapore Thailand      | 1              | Bangladesh               |
| 7–9 september 2012             | Wales, Cardiff                    | Oostenrijk Ierland Zweden Wales             | 2              | Ierland Oostenrijk       |
| 7–9 september 2012             | Ghana, Accra                      | Egypte Ghana Nigeria                        | 1              | Egypte                   |
| 25–30 september 2012           | Portugal, Lousada                 | Gibraltar Italië Marokko Portugal Schotland | 2              | Schotland Portugal       |
| 14–17 november 2012            | Trinidad en Tobago, Port of Spain | Barbados Chili Trinidad en Tobago Venezuela | 2              | Trinidad en Tobago Chili |
| 16–18 november 2012            | Verenigde Staten, Chula Vista     | Guatemala Mexico Verenigde Staten           | 1              | Verenigde Staten         |
| 27 november – 2 december 2012  | Qatar, Doha                       | Azerbeidzjan Oman Qatar a Sri Lanka Turkije | 1              | Azerbeidzjan             |
| 8–15 december 2012             | Fiji, Suva                        | Fiji Papoea-Nieuw-Guinea Vanuatu            | 1              | Fiji                     |

a:De uitslagen van Qatar werden geschrapt vanwege problemen met niet-speelgerechtigde spelers.

### Ronde 2
| Data                       | Locatie                          | Gekwalificeerd | Gekwalificeerd         | Gekwalificeerd                            | Halve finale quota | Halve finale gekwalificeerd |
| Data                       | Locatie                          | Gastland       | Via de ranking         | Uit ronde 1                               | Halve finale quota | Halve finale gekwalificeerd |
| -------------------------- | -------------------------------- | -------------- | ---------------------- | ----------------------------------------- | ------------------ | --------------------------- |
| 18–24 februari 2013        | India, New Delhi                 | India b        | China                  | Bangladesh Fiji Ierland Oman c            | 2                  | India Ierland               |
| 27 februari – 5 maart 2013 | Brazilië, Rio de Janeiro         | Brazilië       | Argentinië Zuid-Afrika | Chili Trinidad en Tobago Verenigde Staten | 2                  | Argentinië Zuid-Afrika      |
| 6–12 mei 2013              | Frankrijk, Saint-Germain-en-Laye | Frankrijk      | Canada België          | Polen Portugal Schotland                  | 2                  | België Frankrijk e          |
| 27 mei – 2 juni 2013       | Rusland, Elektrostal             | Rusland        | Japan                  | Oostenrijk Tsjechië d Egypte Oekraïne     | 1                  | Japane                      |

- b: India was reeds gekwalificeerd voor de tweede ronde op basis van de wereldranglijst voordat het de organisatie van een toernooi kreeg toegewezen.
- c: Azerbeidzjan trok zich terug en Oman nam de vrijgekomen plaats in.
- d: Maleisië was als organisator van een halve finale aangewezen waardoor het niet hoefde te spelen in ronde twee. Tsjechië nam de vrijgekomen plaats in.[2]
- e: Omdat Maleisië organisator was van een halve finale, kon er een land minder zich plaatsen voor de halve finale. Er werd gekeken welk landen tweede waren geëindigd in de toernooien in Frankrijk en Rusland. Omdat Frankrijk (17e) hoger stond op de wereldranglijst ging het door, ten koste van Rusland (20e).[3]

### Halve finale
| Data                  | Locatie              | Gekwalificeerd | Gekwalificeerd                         | Gekwalificeerd                 | Finale quotum | Gekwalificeerd                                 |
| Data                  | Locatie              | Gastland       | Via de ranking                         | Uit ronde 2                    | Finale quotum | Gekwalificeerd                                 |
| --------------------- | -------------------- | -------------- | -------------------------------------- | ------------------------------ | ------------- | ---------------------------------------------- |
| 13–23 juni 2013       | Nederland Rotterdam  | Nederlandf     | Australië Spanje Nieuw-Zeeland         | België Frankrijk India Ierland | 4 of 5 g      | België Australië Nederland Nieuw-Zeeland India |
| 29 juni – 7 juli 2013 | Maleisië Johor Bahru | Maleisië       | Duitsland Engeland Zuid-Korea Pakistan | Argentinië Japan Zuid-Afrika   | 3 of 4 g      | Duitsland Argentinië Engeland                  |

- f: Nederland was reeds gekwalificeerd voor de halve finale voordat het als gastland was aangewezen.
- g: India was als organisator reeds geplaatst voor de finale en afhankelijk van het Indiase resultaat worden de overige finaleplaatsen verdeeld.

### Finale
| Data               | Locatie          | Gekwalificeerde ploegen | Gekwalificeerde ploegen                                                |
| Data               | Locatie          | Gastland                | Uit de halve finales                                                   |
| ------------------ | ---------------- | ----------------------- | ---------------------------------------------------------------------- |
| 10–18 januari 2014 | India, New Delhi | India                   | Argentinië Australië België Engeland Duitsland Nederland Nieuw-Zeeland |

Eindstand
1. Nederland
2. Nieuw-Zeeland
3. Engeland
4. Australië
5. België
6. India
7. Duitsland
8. Argentinië

## Algehele eindstand
De FIH heeft de volgende eindstand opgesteld, waarbij alleen de landen zijn opgenomen die vanaf de tweede ronde in actie kwamen.
1. Nederland
2. Nieuw-Zeeland
3. Engeland
4. Australië
5. België
6. India
7. Duitsland
8. Argentinië
9. Zuid-Korea
10. Spanje
11. Maleisië
12. Japan
13. Pakistan
14. Ierland
15. Zuid-Afrika
16. Frankrijk
17. Rusland
18. Canada
19. Bangladesh
20. Chili
21. Oekraïne
22. Oostenrijk
23. China
24. Schotland
25. Egypte
26. Trinidad en Tobago
27. Polen
28. Verenigde Staten
29. Oman
30. Tsjechië
31. Brazilië
32. Fiji
33. Portugal

2012-13 (mannen/vrouwen) · 2014-15 (mannen/vrouwen) · 2016-17 (mannen/vrouwen)
Mannen:
ronde 1 ·
ronde 2 ·
halve finale ·
finale
Vrouwen:
ronde 1 ·
ronde 2 ·
halve finale ·
finale